# Maurice Victor Guido Lefèvre
Ne pas confondre avec l'auteur dramatique Maurice Lefèvre (1857-1915).
Pour les articles homonymes, voir Lefèvre (patronyme).
Maurice Victor Guido Lefèvre (dit Marcel Lefèvre, né en 1863 à Bruxelles et mort le 2 septembre 1941 dans la même ville) est un auteur-compositeur-interprète, accompagnateur et récitant belge.

## Biographie
Maurice Victor Guido Lefèvre naît en 1863 à Bruxelles. Il est le fils de Victor Lefèvre, un chansonnier marollien surnommé Coco Lulu. Il fait des études d'humanités gréco-latines en même temps que des études musicales au conservatoire royal de Bruxelles (1875-1886). Il est professeur d'harmonie au Conservatoire royal et compositeur de musique.
Il fait représenter trois opéras dans la capitale belge. Il vient à Paris à l'occasion de l'exposition universelle de 1889. Il « monte » au Chat noir.
Il est co-auteur avec Henri Vuagneux du ballet/pantomime Scaramouche, sur une musique d'André Messager (1853-1929). L'artiste Jules Chéret (1836-1932) réalise une affiche pour l'ouverture du spectacle le 17 octobre 1891 au Nouveau-Théâtre du 15, rue Blanche. Le mime Félicia Mallet (en) y tient le rôle principal.
Maurice Victor Guido Lefèvre admire Félicia Mallet et se produit avec elle lors des matinées-causeries à La Bodinière.
Il y parle des « chansons brutales » que Félicia Mallet a ensuite chantées.
Il dédie à Félicia Mallet son livre de 1893, À travers chants  dans lequel il défend la « chanson populaire ». Il est moins enthousiaste à l'égard des autres chanteurs.
Dans une revue de 1896, Maurice Victor Guido Lefèvre décrit, sans la nommer, Yvette Guilbert. Il dit,

« Entrons dans la Chanson Moderne. La voilà ! Longue sangsue, asexuée ! Elle rampe, rampe en sifflant, laissant derrière elle la trace moirée de sa bave... Des deux côtés du corps désossé pendent, comme de pitoyables épaves, des tentacules en gants funèbres. Car c'est bien elle qui mènera l'enterrement de notre race latine. Négation complète de notre génie... Pauvre petite Chanson, fidèle miroir dans lequel les hommes se reflètent, es-tu responsable de leur hideur ?" »

.
Dans un essai paru en 1912 dans Le Monde artiste Maurice Victor Guido Lefèvre critique le cosmopolitisme excessif de Paris, appelant à mettre davantage l'accent sur la culture française. Il déclare : « Nous devons faire un examen de conscience et nous demander si nos hôtes deviennent nos maîtres. ».
Il meurt en 1941 dans sa ville natale.